# Segunda División de Nicaragua
La Liga de Ascenso de Nicaragua (antes conocida como la Segunda División de Nicaragua) es una competencia organizada por Liga Primera de Nicaragua. Es la segunda categoría del fútbol profesional de Nicaragua.
Tiene un formato de ascenso a la Liga Primera (Primera División), el campeón con más puntos en la tabla general de los 2 torneos (Apertura y Clausura) asciende directamente a Primera División y el campeón con menos puntos en la tabla general de los 2 torneos va al repechaje con el penúltimo de la Liga Primera (Primera División de Nicaragua).

## Equipos participantes 2025-2026
| Equipo               | Ciudad                 | Departamento     |
| -------------------- | ---------------------- | ---------------- |
| San Marcos FC        | San Marcos (Nicaragua) | Carazo           |
| Juventus FC          | Managua                | Managua          |
| Blancos FC           | Villa El Carmen        | Managua          |
| Tigres de Chinandega | Chinandega             | Chinandega       |
| CD Ocotal            | Ocotal                 | Nueva Segovia    |
| Matiguás             | Matiguás               | Matagalpa        |
| FC Estelí            | Estelí                 | Estelí           |
| CD Junior            | Managua                | Managua          |
| Pumas Darío          | Ciudad Darío           | Matagalpa        |
| Masachapa FC         | San Rafael del Sur     | Managua          |
| Bravos de Primavera  | El Rama                | Costa Caribe Sur |
| Deportivo Masaya     | Masaya                 | Masaya           |
| Río Blanco           | Río Blanco (Nicaragua) | Matagalpa        |
| Catarina FC          | Catarina               | Managua          |

## Palmarés
- 2006-07: Deportivo Ocotal
- 2008-09: Chinandega Fc

- Apertura 2010: Xilotepelt Fc
- Clausura 2011: Chinandega FC

- Apertura 2011: Xilotepelt Fc
- Clausura 2012: Xilotepelt

- Apertura 2012: Municipal Jalapa
- Clausura 2013: Municipal Jalapa

- Apertura 2013: UNAN Managua
- Clausura 2014: Real Estelí B
- Apertura 2014: Chinandega FC

- Apertura 2015:

- Clausura 2016: Deportivo Sebaco[1]

- Apertura 2016:
- Clausura 2017: Masachapa FC
- Apertura 2017: Deportivo Ocotal[2]

- Clausura 2018:Municipal Jalapa

- Clausura 2019: Las Sabanas

- Apertura 2019: CD Junior

- Apertura 2020: UNAN Managua

- Clausura 2021: H&H Export Sébaco

- Apertura 2021: CD Junior

- Clausura 2022: Matagalpa FC

- Apertura 2022: Chinandega FC

- Clausura 2023: Masachapa FC

- Apertura 2023: Juventus FC

- Clausura 2024: Rancho Santana

- Apertura 2024: Río Blanco

- Clausura 2025: Real Madriz